# Bisbat de Termoli-Larino
El bisbat de Termoli-Larino —diocesi di Termoli-Larino (italià); Dioecesis Thermularum-Larinensis (llatí)— és una seu de l'Església catòlica, sufragània de l'arquebisbat de Campobasso-Boiano, que pertany a la regió eclesiàstica Abruços-Molise. El 2010 tenia 108.095 batejats d'un total 109.132 habitants. Des del 2006 està regida pel bisbe Gianfranco De Luca.

## Territori

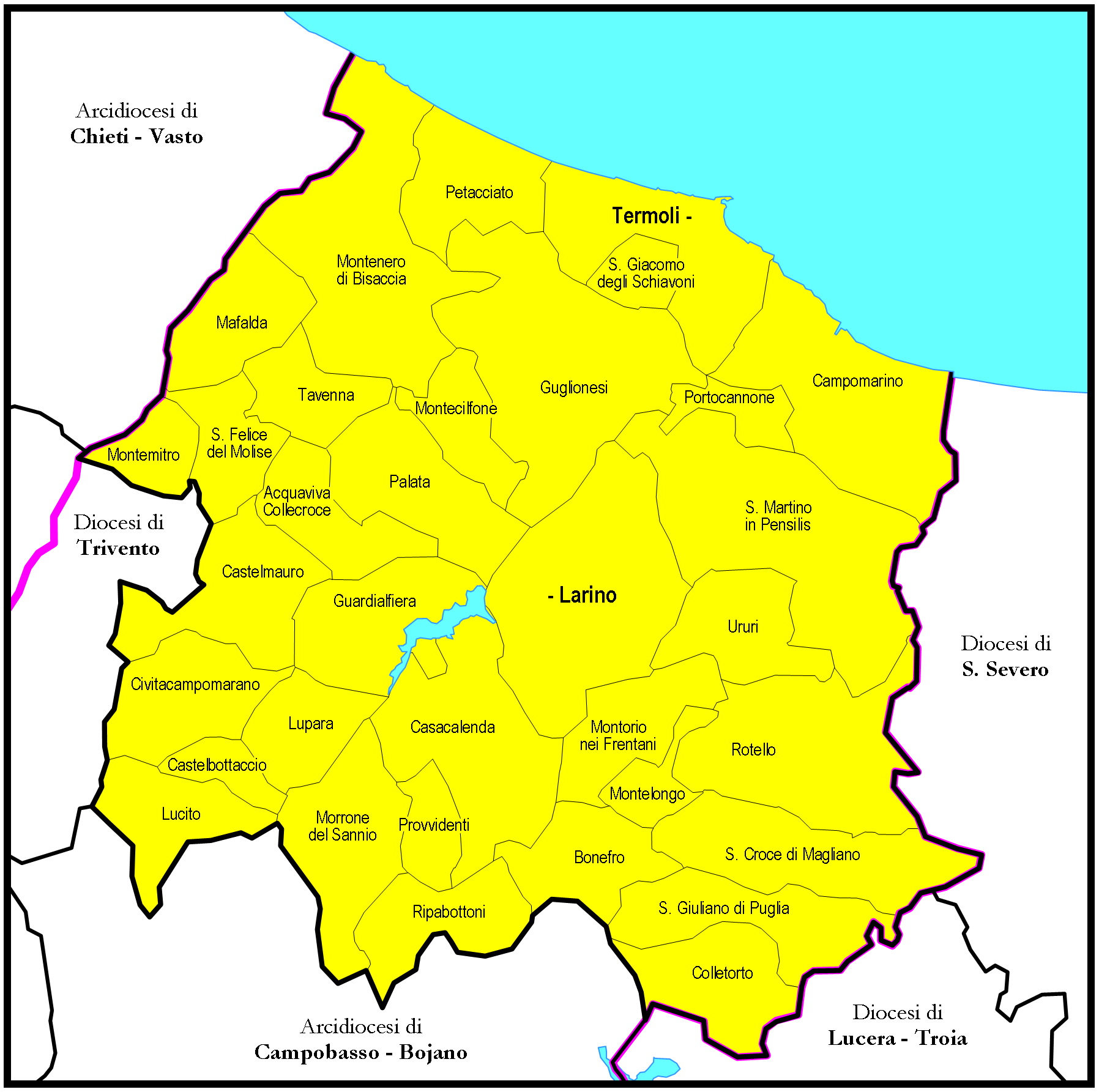
Mapa de la diòcesi

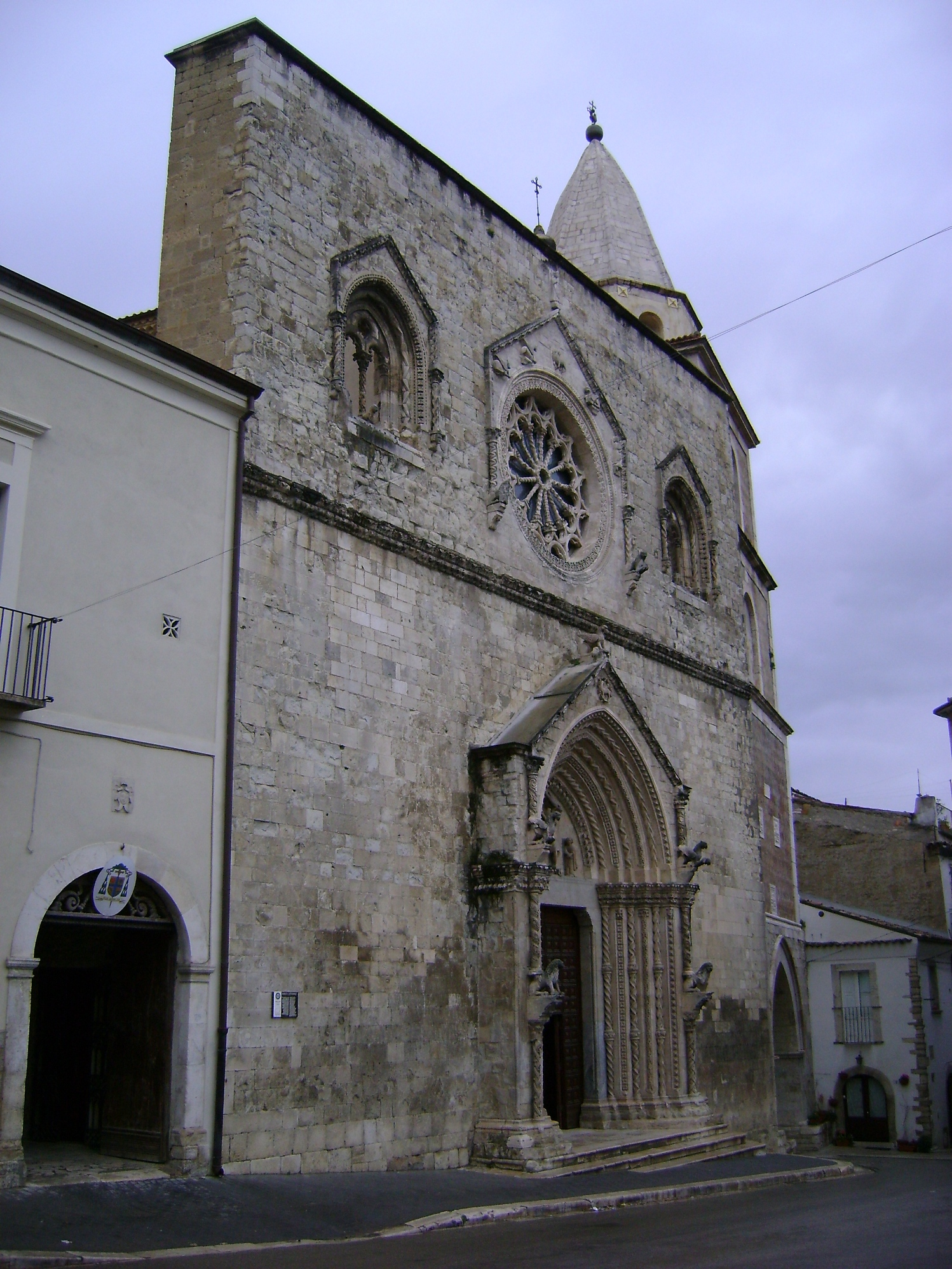
La catedral de Larino

La diòcesi comprèn 34 municipis molisans, tots ells a la província de Campobasso: Acquaviva Collecroce, Bonefro, Campomarino, Casacalenda, Castelbottaccio, Castelmauro, Civitacampomarano, Colletorto, Guardialfiera, Guglionesi, Larino, Lucito, Lupara, Mafalda, Montecilfone, Montelongo, Montemitro, Montenero di Bisaccia, Montorio nei Frentani, Morrone del Sannio, Palata, Petacciato, Portocannone, Provvidenti, Ripabottoni, Rotello, San Felice del Molise, San Giacomo degli Schiavoni, San Giuliano di Puglia, San Martino in Pensilis, Santa Croce di Magliano, Tavenna, Termoli i Ururi.
La seu episcopal és la ciutat de Termoli, on hi ha la basílica catedral de Santa Maria della Purificazione (dita de Sants Basso i Timoteo). A Larino hi ha la cocatedral de San Pardo.
El territori està dividit en 51 parròquies, agrupades en 4 vicariats: Larino-Campomarino, Montenero di Bisaccia-Castelmauro, Santa Croce di Magliano-Casacalenda, Termoli-San Giacomo degli Schiavoni.

## Història

### Larino
La diòcesi de Larino va ser erigida al segle v; des del segle x és sufragània de l'arxidiòcesi de Benevent. El primer testimoniatge de l'Església de Larino és de 668, citada en una carta del Papa Vitalià al bisbe Barbato de Benevent.
Vers el 1288 el bisbe Petronio (o Petrone) va ser suspès de les seves funcions episcopals i la seu va ser donada a l'administració de diversos bisbes: Saba, bisbe de Mileto; Giacomo, bisbe de Malta; Giovanni i Adinolfo, arquebisbes de Benevent; Angelo, ja bisbe de Fiesole; i, finalment, Pasquale, bisbe de Cassano, que la mort de Petronio, va ser nomenat bisbe de Larino.
El bisbe, Fernando de Mudana († 1551) va tenir un fill, Antonio, abans d'embarcar-se en la carrera eclesiàstica; Antonio va ser nomenat pel seu pare vicari general de la diòcesi i administrador de la mateixa quan el bisbe estava absent.
El bisbe Belisario Baldevino († 1591) va participar en el Concili de Trento; al seu retorn va executar la visita pastoral de la seva diòcesi, i en 1564 va obrir el seminari de la diòcesi. Gran figura entre els bisbes larinesos va ser Gian Tommaso Eustachi, homes de cultura i ciència, autor d'obres teològiques, ascètiques i disciplinàries; va restaurar el seminari, que havia patit en els anys anteriors; en repetides ocasions va visitar la diòcesi i va convocar un sínode diocesà en 1615. El bisbe Persio Caracci va ser responsable de la reconstrucció del seminari i el palau episcopal; convocà set vegades el sínode diocesà; va reconstruir la capella de Sant Pardo a la catedral. El bisbe Carlo Maria Pianetti († 1725) va fer pintar els retrats al palau episcopal dels bisbes dels seus predecessors i reconstruí la catedral.

### Termoli
El primer esment de Termoli com seu episcopal es remunta al Papa Agapit II; en algunes de les seves cartes de 946 va ordenar a un bisbe usurpador, Benedetto, que deixés el govern de la diòcesi. El primer bisbe conegut és Scio, qui va signar la butlla del papa Joan XIII del 969, amb qui es va erigir com a seu metropolitana de Benevent, de la que Termoli va ser feta sufragània.
Entre els bisbes de Termoli es recorda, en particular, a Federico Mezio († 1612), versat en llengües antigues, el coneixement del qual se serví Cesare Baronio en la redacció dels seus Annals Eclesiàstics.
El 27 de juny de 1818, després del concordat entre la Santa Seu i el Regne de les Dues Sicílies, la diòcesi de Termoli s'expandí, incorporant el territori de la suprimida diòcesi de Guardialfiera, sota la butlla De utiliori del Papa Pius VII.

### Termoli-Larino
El 21 d'agost de 1976, en virtut de la butlla Ad apicem sacerdotalis del Papa Pau VI, les dues diòcesis de Termoli i Larino van passar a formar part de la nova província eclesiàstica de l'arxidiòcesi de Campobasso-Boiano.
El 12 de juny de 1970 Pietro Santoro va ser nomenat bisbe d'ambdues diòcesis, unint-les, per tant, in persona episcopi.
El 30 de setembre de 1986 amb el decret Instantibus votis de la Congregació per als Bisbes, la diòcesi de Termoli i Larino es van unir en plena unione i la diòcesi resultant assumí el seu actual nom.

## Episcopologi
Bisbes de Termoli
- Benedetto † (citat el 946) (usurpador)
- Scio † (citat el 969)
- Niccolò † (1071 - 1075)
- Goffredo † (citat el 1179)
- Alferio † (citat el 1196 aproximadament)
- Angelo † (citat el 1226)
- Stefano † (citat el 1235)
- Valentino † (16 d'octubre de 1254 - ?)
- Giovanni † (citat el 1265)
- Bartolomeo Aldomarisso † (1304 - 1318 mort)
- Giovanni † (20 de novembre de 1318 - final de 1321)
- Bartolomeo † (? - 1352 mort)
- Luca † (14 de gener de 1353 - 1364 mort)
- Francesco della Stella † (27 de novembre de 1364 - 1372 mort)
- Jacopo Cini da Sant'Andrea, O.P. † (3 de setembre de 1372 - 1381 mort)
  - Giovanni di Sangemini, O.Min. † (7 de febrer de 1379 - ?) (antibisbe)
- Domenico del Ciarda, O.S.M. † (vers 1381 - vers 1387 mort)
- Andrea † (29 d'abril de 1388 - 1390 mort)
- Costantino † (5 de març de 1390 - 1395 mort)
- Pietro † (1 de desembre de 1395 - vers 1400 mort)
- Tommaso † (vers 1400 - 8 de desembre de 1400 nomenat bisbe de Montecorvino)
- Antonio † (8 de desembre de 1400 - 1403 mort)
- Stefano da Civita Castellana, O.Min. † (8 d'agost de 1403 - 7 de juliol de 1406 nomenat bisbe de Civita Castellana)
- Paolo † (7 de juliol de 1406 - 1422 mort)
- Antonio, O.E.S.A. † (22 de novembre de 1422 - 1455 mort)
- Duccio † (23 de gener de 1455 - 1465 mort)
- Leonardo, O.S.B. † (27 de maig de 1465 - 1473 mort)
- Jacopo † (8 de gener de 1473 - ? mort)
- Giovanni de' Vecchi † (9 de gener de 1497 - 1509 mort)
- Angelo Antonio Guiliani † (13 de juliol de 1509 - 1517 mort)
- Sancio de Ayerbe † (20 d'abril de 1517 - 1518 renuncià)
- Antonio Attilio † (5 de maig de 1518 - 1536 mort)
- Pietro Durante † (28 d'octubre de 1536 - 1539 mort)
- Vincenzo Durante † (14 de juliol de 1539 - 17 d'agost de 1565 renuncià)
- Marcello Dentice † (17 d'agost de 1565 - 1569 mort)
- Cesare Ferrante † (1 d'abril de 1569 - 1593 mort)
- Annibale Muzi † (31 de gener de 1594 - 11 d'octubre de 1594 mort)
- Francesco Sarto † (12 de desembre de 1594 - 1599 mort)
- Alberto Drago, O.P. † (29 de novembre de 1599 - 3 de gener de 1601 mort)
- Federico Mezio † (14 de gener de 1602 - 1612 mort)
- Camillo Moro † (3 de desembre de 1612 - 2 de març de 1626 nomenat bisbe de Comacchio)
- Ettore dal Monte † (16 de març de 1626 - de juliol de 1626 mort)
- Gerolamo Cappello, O.F.M. Conv. † (16 de novembre de 1626 - 1643 mort)
- Alessandro Crescenzi, C.R.S. † (13 de juliol de 1643 - 13 de juny de 1644 nomenat bisbe d'Ortona e Campli)
- Cherubino Manzoni, O.F.M. † (13 de juliol de 1644 - 1651 mort)
- Antonio Leoncello † (3 de juliol de 1651 - 1653 mort)
- Carlo Mannello † (3 de febrer de 1653 - 1661 renuncià)
- Fabrizio Maracchi † (13 de febrer de 1662 - d'agost de 1676 mort)
- Antonio Savo de' Panicoli † (20 de desembre de 1677 - de novembre de 1687 mort)
- Marcantonio Rossi † (14 de juny de 1688 - 27 de juny de 1688 mort)
- Michele Petirro † (6 de juny de 1689 - 14 de desembre de 1705 nomenat bisbe de Pozzuoli)
- Domenico Catalani † (22 de febrer de 1706 - d'octubre de 1709 mort)
- Tommaso Maria Farina, O.P. † (14 de març de 1718 - de desembre de 1718 mort)
- Salvatore di Aloisio † (15 de maig de 1719 - d'agost de 1729 mort)
- Giuseppe Antonio Silvestri † (28 de novembre de 1729 - de maig de 1743 mort)
- Isidoro Pitellia, O.M. † (15 de juliol de 1743 - 22 de setembre de 1752 mort)
- Tommaso Giannelli † (12 de març de 1753 - de novembre de 1768 mort)
- Giuseppe Boccarelli † (12 de juny de 1769 - 1781 mort)
  - Sede vacante (1781-1792)
- Anselmo Maria Toppi, O.S.B. † (18 de juny de 1792 - 1799 mort)
  - Sede vacante (1799-1819)
- Giovanni Battista Bolognese † (29 de març de 1819 - 19 d'abril de 1822 nomenat bisbe d'Andria)
- Pietro Consiglio † (3 de març de 1824 - 13 de març de 1826 nomenat arquebisbe de Bríndisi)
- Gennaro de Rubertis † (9 d'abril de 1827 - 1 de setembre de 1845 mort)
- Domenico Ventura † (21 de desembre de 1846 - 20 d'abril de 1849 nomenat arquebisbe d'Amalfi)
  - Pietro Bottazzi † (15 d'abril de 1849 - 5 de setembre de 1851) (administrador apostòlic)
- Vincenzo Bisceglia † (5 de setembre de 1851 - 12 de febrer de 1889 mort)
- Raffaele di Nonno, C.SS.R. † (12 de febrer de 1889 - 16 de gener de 1893 nomenat arquebisbe de Acerenza e Matera)
- Angelo Balzano † (16 de gener de 1893 - 29 d'abril de 1909 renuncià)
- Giovanni Capitoli † (29 d'abril de 1909 - 14 de febrer de 1911 nomenat bisbe de Bagnoregio)
- Rocco Caliandro † (28 de març de 1912 - 14 de març de 1924 mort)
- Oddo Bernacchia † (28 d'octubre de 1924 - 19 de març de 1962 jubilat)
- Giovanni Proni † (18 d'abril de 1962 - 10 de març de 1970 nomenat bisbe coadjutor de Forlì)
- Pietro Santoro † (12 de juny de 1970 - 15 d'octubre de 1979 nomenat arquebisbe de Boiano-Campobasso)
- Cosmo Francesco Ruppi † (13 de maig de 1980 - 30 de setembre de 1986 nomenat bisbe de Termoli-Larino)

### Bisbes de Larino
- Anonimo † (citat el 668)
- Leone † (citat el 945)
- Attone † (citat el 960 aproximadament)
- Giovanni I † (citat el 1062)
- Guglielmo † (inicis de 1070 - 1090)
- Ruggero † (citat el 1095)
- Giovanni II † (citat el 1100)
- Pietro † (1175 - 1182)
- Anonimo † (citat el 1200)
- Rinaldo † (citat el 1205)
- Matteo † (citat el 1225 aproximadament)
- Roberto † (citat el 1227)
- Stefano † (citat el 1240)
- Gualtiero de' Gualtieri † (vers 1250 - 23 d'octubre de 1254 nomenat arquebisbe d'Amalfi)
- Bartolomeo da Benevento, O.P. † (1254 - 18 de febrer de 1264 nomenat bisbe de Amelia)
- Farolfo † (vers 1267 - 1284 ? mort)
- Petronio † (vers 1284 - 1295 mort)
  - Saba † (vers 1289 - 1298 mort) (administrador apostòlic)
  - Giacomo † (? - 1299 mort) (administrador apostòlic)
  - Giovanni † (8 de maig de 1299 - ? renuncià) (administrador apostòlic)
  - Adinolfo † (2 de gener de 1301 - ? renuncià) (administrador apostòlic)
  - Angelo † (11 d'abril de 1301 - 2 de novembre de 1303 nomenat bisbe de Modone) (administrador apostòlic)
  - Pasquale † (12 de febrer de 1304 - 15 de juliol de 1309 nomenat bisbe) (administrador apostòlic)
- Pasquale † (15 de juliol de 1309 - ?)
- Raone de Comestabolo † (citat el 1318)
- Giovanni Andrea † (citat el 1338)
- Delfino † (? - 1344 mort)
- Andrea da Bari, O.F.M. † (28 de maig de 1344 - 1365 mort)
- Bertrando, O.P. † (5 de setembre de 1365 - 1368 mort)
- Sabino † (21 de juny de 1370 - 1401 mort)
- Pietro † (11 de juliol de 1401 - 12 de març de 1410 mort)
- Rinaldo † (13 de febrer de 1413 - 1415)
- Giovanni † (1417 - 1418 mort)
- Domenico de' Fontani † (27 de juliol de 1418 - ?)[1]
- Filippo † (2 d'octubre de 1427 - ?)
- Aurone † (citat el 1436)
- Giovanni Leone, O.P. † (16 de setembre de 1440 - ? mort)
- Antonio de' Misseri † (4 de maig de 1463 - ?)
- Bonifacio † (1 de setembre de 1488 - 1492 mort)
- Pietro di Petrucci † (? - 1503)
- Giacomo de' Petrucci, O.F.M.Obs. † (24 d'abril de 1503 - 1523 mort)
- Gian Francesco Cina † (? - 13 de gener de 1527 nomenat arquebisbe titular de Nazareth)
- Domenico Cina † (13 de gener de 1528 ? - ? mort)
- Giacomo Sedati † (28 de març de 1530 - 1539 mort)
- Fernando de Mudana † (29 d'octubre de 1539 - 1551 mort)
- Gian Francesco Borengo † (11 de novembre de 1551 - 1555 renuncià) (bisbe electe)
- Belisario Baldevino † (17 de juny de 1555 - 1591 mort)
- Gerolamo Vela † (6 de març de 1591 - 21 de novembre de 1611 mort)
- Gian Tommaso Eustachi, C.O. † (9 de gener de 1612 - 1616 renuncià)
- Gregorio Pomodoro † (30 de maig de 1616 - 26 de desembre de 1626 mort)
- Pietro Paolo Caputo † (3 d'abril de 1628 - 29 de juliol de 1628 mort)
- Persio Caracci † (8 de gener de 1631 - 1656 renuncià)
- Ferdinando Apicello † (28 d'agost de 1656 - 8 d'octubre de 1682 mort)
- Giambattista Quaranta † (14 de juny de 1683 - 9 de setembre de 1685 mort)
- Giuseppe Catalani † (1 d'abril de 1686 - 1 de maig de 1703 mort)
- Gregorio Compagni, O.P. † (25 de juny de 1703 - 17 de setembre de 1705 mort)
- Carlo Maria Pianetti † (17 de maig de 1706 - 2 d'agost de 1725 mort)
- Paolo Collia, O.M. † (19 de novembre de 1725 - 23 de desembre de 1726 nomenat bisbe de Nicotera)
- Giovanni Andrea Tria I † (23 de desembre de 1726 - 20 de desembre de 1741 renuncià)
- Giovanni Andrea Tria II † (22 de gener de 1742 - 20 d'agost de 1747 mort)
- Scipione de' Lorenzi † (20 de novembre de 1747 - 24 de juny de 1772 mort)
- Giovanni Antonio Francisco de Nobili, S.P. † (7 de setembre de 1772 - novembre de 1774 mort)
- Carlo di Ambrosio † (11 de setembre de 1775 - 16 de juliol de 1796 mort)
- Filippo Bandini † (29 de gener de 1798 - 1806 mort)
  - Sede vacante (1806-1818)
- Raffaele Lupoli, C.SS.R. † (25 de maig de 1818 - 12 de desembre de 1827 mort)
- Vincenzo Rocca † (21 de maig de 1829 - 29 de maig de 1845 mort)
- Pietro Bottazzi † (24 de novembre de 1845 - 22 de juliol de 1858 mort)
- Francesco Giampaolo † (20 de juny de 1859 - inicis de 9 d'abril de 1888 renuncià)
- Vito Antonio Fioni † (1 de juny de 1888 - inicis del'8 de març de 1891 renuncià)
- Bernardino di Milia, O.F.M.Cap. † (4 de juny de 1891 - 6 d'abril de 1910 mort)
- Emidio Trenta † (9 de desembre de 1910 - 17 de juliol de 1914 nomenat bisbe de Viterbo e Tuscania)
- Antonio Lippolis † (1 de gener de 1915 - 15 de desembre de 1923 nomenat bisbe d'Ugento)
- Oddo Bernacchia † (1 d'octubre de 1924 - 11 de novembre de 1960 jubilat)
- Costanzo Micci † (11 de novembre de 1960 - 15 d'agost de 1966 nomenat administrador apostòlic de Fano)
  - Sede vacante (1966-1970)
- Pietro Santoro † (12 de juny de 1970 - 15 d'octubre de 1979 nomenat arquebisbe de Boiano-Campobasso)
- Cosmo Francesco Ruppi † (13 de maig de 1980 - 30 de setembre de 1986 nomenat bisbe de Termoli-Larino)

Bisbes de Termoli-Larino
- Cosmo Francesco Ruppi † (30 de setembre de 1986 - 7 de desembre de 1988 nomenat arquebisbe de Lecce)
- Domenico Umberto D'Ambrosio (14 de desembre de 1989 - 27 de maig de 1999 nomenat arquebisbe de Foggia-Bovino)
- Tommaso Valentinetti (25 de març de 2000 - 4 de novembre de 2005 nomenat arquebisbe de Pescara-Penne)
- Gianfranco De Luca, des del 22 d'abril de 2006

Bisbes oriunds de la diòcesi
- Biagio d'Agostino (Termoli, 4 de maig de 1896 - Termoli, 26 de març de 1984), bisbe de Vallo della Lucania

## Estadístiques
El 2010, la diòcesi tenia 108.095 batejats sobre una població de 109.132 persones, equivalent 99,0% del total.
| any                       | població | població | població | sacerdots | sacerdots       | sacerdots       | sacerdots             | diaques | religiosos | religiosos | parroquies |
| ------------------------- | -------- | -------- | -------- | --------- | --------------- | --------------- | --------------------- | ------- | ---------- | ---------- | ---------- |
| any                       | batejats | total    | %        | total     | clergat secular | clergat regular | batejats por sacerdot | diaques | homes      | dones      |            |
| diòcesi de Termoli        |          |          |          |           |                 |                 |                       |         |            |            |            |
| 1950                      | 69.500   | 70.000   | 99,3     | 46        | 46              |                 | 1.510                 |         |            | 50         | 21         |
| 1970                      | 59.000   | 60.000   | 98,3     | 42        | 40              | 2               | 1.404                 |         | 2          | 80         | 24         |
| 1980                      | 63.150   | 65.200   | 96,9     | 47        | 42              | 5               | 1.343                 |         | 5          | 92         | 25         |
| diòcesi de Larino         |          |          |          |           |                 |                 |                       |         |            |            |            |
| 1949                      | 71.800   | 72.000   | 99,7     | 51        | 51              |                 | 1.407                 |         |            | 42         | 22         |
| 1969                      | 59.500   | 60.000   | 99,2     | 48        | 38              | 10              | 1.239                 |         | 13         |            | 23         |
| 1978                      | 53.400   | 53.700   | 99,4     | 41        | 36              | 5               | 1.302                 | 1       | 6          | 110        | 23         |
| diòcesi de Termoli-Larino |          |          |          |           |                 |                 |                       |         |            |            |            |
| 1990                      | 104.500  | 105.500  | 99,1     | 83        | 70              | 13              | 1.259                 | 5       | 13         | 160        | 51         |
| 1999                      | 104.300  | 105.350  | 99,0     | 73        | 59              | 14              | 1.428                 | 5       | 14         | 147        | 51         |
| 2000                      | 104.600  | 105.500  | 99,1     | 76        | 62              | 14              | 1.376                 | 4       | 14         | 132        | 51         |
| 2001                      | 106.497  | 107.095  | 99,4     | 107       | 94              | 13              | 995                   | 4       | 14         | 107        | 51         |
| 2002                      | 106.402  | 107.000  | 99,4     | 72        | 63              | 9               | 1.477                 | 4       | 9          | 104        | 51         |
| 2003                      | 105.835  | 106.450  | 99,4     | 70        | 61              | 9               | 1.511                 | 4       | 9          | 101        | 51         |
| 2004                      | 105.835  | 106.500  | 99,4     | 68        | 59              | 9               | 1.556                 | 8       | 9          | 100        | 51         |
| 2010                      | 108.095  | 109.132  | 99,0     | 65        | 56              | 9               | 1.663                 | 8       | 10         | 83         | 51         |